# 伝染性紅斑
伝染性紅斑（でんせんせいこうはん、英: erythema infectiosum）とは、ヒトパルボウイルスB19による感染症である。リンゴ病という通称がよく知られる。
麻疹（第1病）、猩紅熱（第2病）、風疹（第3病）、デューク病（第4病）、突発性発疹（第6病）に対して第5病（fifth disease）とも呼ばれる。また海外では、強く打たれたように頬が赤くなることから「slapped cheek disease（平手打ちされた頬病）」という別名も使われる。

## 原因
単鎖DNAウイルスのヒトパルボウイルスB19の初感染による（ウイルスについての詳細はパルボウイルス#パルボウイルスB19を参照のこと）。
感染経路は経気道的な飛沫感染である。ただし、ウイルスが排泄されるのは（免疫が正常の患者では）特徴的な発疹が出現するよりも1週間程度前までなので、伝染性紅斑の患者を隔離しても他者への感染予防にはならない。

## 歴史
1799年Robert Willanにより「非カタル性風疹」として初めて記述され、1889年、Anton Tachamerにより変異型風疹と報告された。しかし、1896年にTheodor Escherichによって風疹とは全く別の病態であると報告された後、1899年に伝染性紅斑と名付けられた。日本では1912年に大多和與四郎らにより初めて報告された。1983年にはじめて原因ウイルスが提唱され、後に確定した。

## 症状

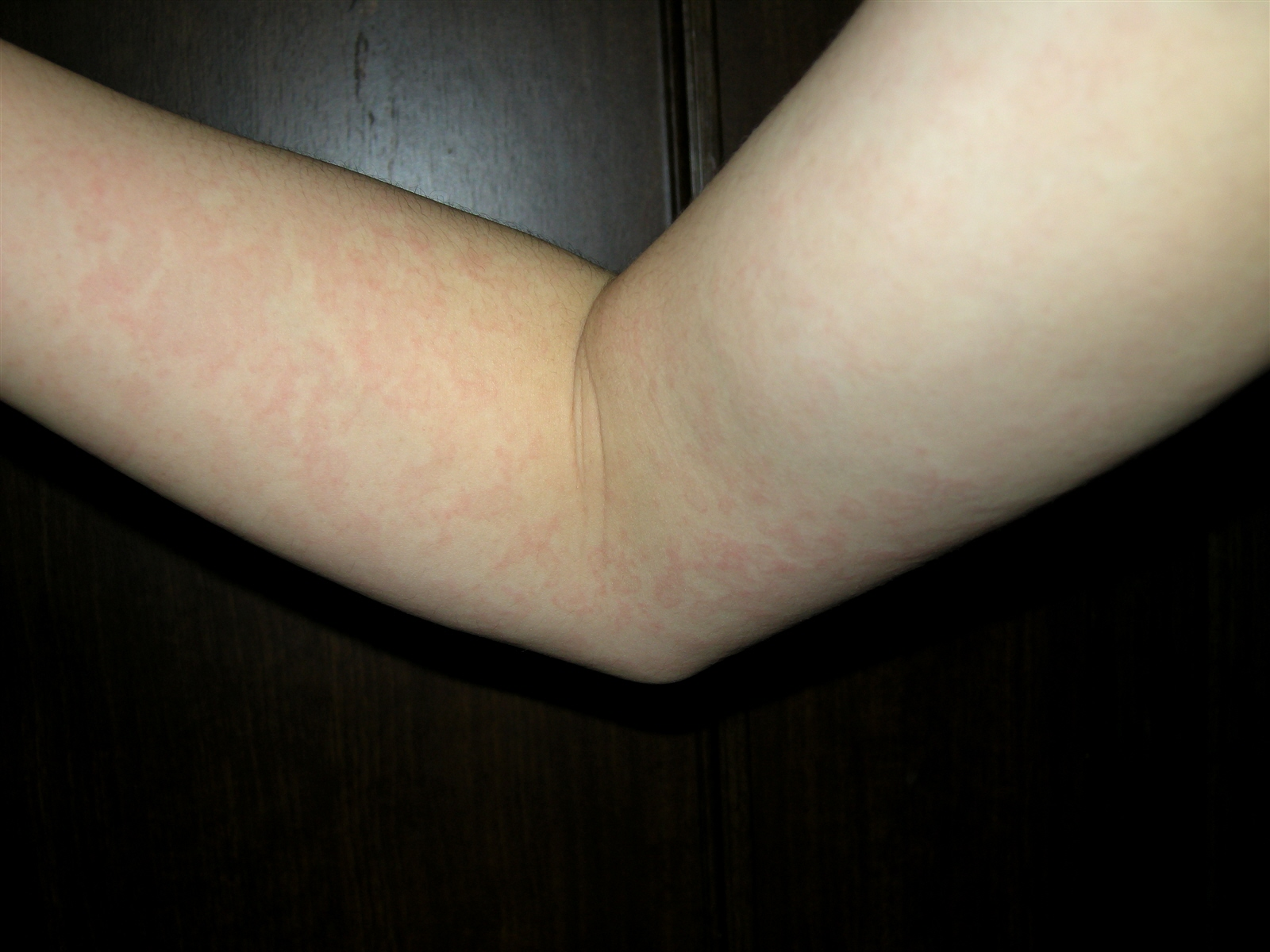
右腕に現れた独特の斑紋

- 潜伏期間5〜6日で血液中にウイルスが出現、気道分泌物への排泄が始まる。
- 成人では感染7日目ごろから発熱、頭痛、悪寒、筋肉痛などの非特異的症状がみられるが、小児ではこれらの症状が欠けることが多い。数日で血液中のウイルスが消失し、非特異的症状も改善、ウイルスの排泄もみられなくなる。
- その後約1週間は無症状。
- 無症状期の期間を過ぎて後、発疹が出現する。まず両側の頬が発赤し、その後1〜4日で体幹・四肢にも紅斑（赤い、平坦な発疹）が出現する。体幹・四肢の紅斑はある程度まで大きくなると、中央から退色し、網目状の発疹（レース状皮疹と表現される）となるのが特徴的である。
- 小児では発熱などもほとんどみられず、発疹だけが出現して治癒していくことが多い。
- 一方成人では、頭痛、掻痒感、発熱、関節痛および関節炎、筋肉痛など多様な全身症状を伴う。
- 感染症法に基づく届出のために必要な臨床症状は、「左右の頬部の紅斑の出現」かつ「四肢のレース様の紅斑の出現」[3]

### 鑑別診断
顔面の蝶形紅斑、四肢の発疹に関節炎を伴うため、全身性エリテマトーデスや関節リウマチなどの膠原病・膠原病類縁疾患との鑑別を要する。

## 診断
非特異的症状期に本症を診断することはほぼ不可能である。血中のウイルスDNAをPCRで検出できる可能性はあるが、そもそも非特異的症状期に本症を疑うこと自体が不可能なため、実用的でない。
発疹出現後は、特徴的な発疹が診断の決め手となる。経過によっては上記のような疾患を鑑別するための検査が必要になる。免疫正常者ではヒトパルボウイルスB19特異的抗体の測定を行い、IgM陽性では現在あるいは最近の感染が示唆される。一方IgG陽性は、かつてヒトパルボウイルスB19に感染し、免疫があることを意味している。
抗体産生不全を伴う免疫不全者では、抗体価測定が診断に役立たない。血中のウイルスDNAを検出する（PCRなど）必要がある。

## 合併症

### 一過性骨髄無形成発作
この症状は遺伝性球状赤血球症やサラセミアなどの溶血性貧血の患者にみられ、赤血球の産生が停止するために急激に貧血を来たす。約1週間程度で、赤血球の産生は再開され、ヘモグロビン値もその患者にとっての正常値に戻る。

### 持続性感染
先天性・後天性の免疫不全症や白血病患者など、免疫不全患者では慢性の貧血の原因となることがある。発疹が出ないことが多いため、診断には血中のウイルスの証明が必要である。

### 胎児水腫
ヒトパルボウイルスB19に免疫のない妊婦が初感染を受けた場合、胎盤を介して胎児も感染する。胎児はB19ウイルスを駆除できずに持続感染となり、非免疫性胎児水腫、心不全などの症状を来たす場合がある。時には胎児死亡に至る。特に妊娠初期・中期の感染が危険である。妊婦のB19感染が即胎児の異常に結びつくものではなく、B19感染が確認された新生児でも妊娠分娩の経過が正常・出生後の発育も正常であることが多い。さらに、生存児での先天異常は知られていない。

## 治療・予防
- 特異的な治療方法はなく対症療法のみだが、基礎疾患がない患者では一般に予後は悪くない。関節症状が強い場合には鎮痛薬が必要となる。
- 1度罹患したら、それが不顕性感染であっても、生涯免疫をもち2回かからないと言われている[5]。
- 一過性骨髄無形成発作では、濃厚赤血球（英語版）の輸血が必要となることがある。
- 持続性感染による慢性貧血の場合、免疫グロブリン投与が必要となることがある。
- 胎児水腫に対する治療法はない。妊娠経過中から出生後の成長発達まで、慎重に経過を観察する。人工妊娠中絶は適応ではない。
- 2006年9月現在、ヒトパルボウイルスB19ワクチンは存在せず、能動免疫による予防は不可能。
- ヒトパルボウイルスB19の排泄時期は、特徴的な症状が出現するよりも1週間以上前であるため、隔離による伝播予防も困難である。妊婦は原因不明の発熱をしている患者に接触すべきではないが、小児ではウイルス排泄の時期に何も症状がないため、妊婦への感染予防も困難である。ワクチンの開発が望まれる。

## 関連法規
- 感染症法 - 5類感染症定点把握疾患。指定届出機関（全国約3,000の小児科定点医療機関）は週単位で、翌週の月曜日に保健所に届け出なければならない。
- 学校保健法 - 学校において予防すべき伝染病の中には明確に規定はされていない。従って、「学校長の判断によって出席停止の扱いをするもの」とはならない。